# Anneau olympique de Richmond
L'anneau olympique de Richmond (en anglais Richmond Olympic Oval) est une salle indoor sportive, construite d'abord en tant qu'anneau de glace, dans la ville de Richmond, au Canada. La salle a été construite pour les Jeux olympiques d'hiver de 2010 et possédait à la base une piste de patinage de vitesse. Elle a été par la suite reconfigurée pour pouvoir accueillir plusieurs sports. Elle possède actuellement deux pistes de patinage de vitesse, deux pistes d'athlétisme, un mur d'escalade et un centre d'entrainement indoor pour l'aviron. La salle peut être aussi utilisée pour d'autres sports comme le basket-ball, le volley-ball, le soccer intérieur et le tennis de table.
Elle accueille notamment les épreuves de patinage de vitesse lors des Jeux olympiques de 2010. Elle comprend un laboratoire antidopage durant cet événement. Le coût total de ce projet s'élève à 178 millions de dollars. La capacité de cette salle est de 8 000 spectateurs. Avant les Jeux olympiques 2010, la salle a aussi accueilli le championnat du monde de patinage de vitesse de 2009 (en).

## Construction

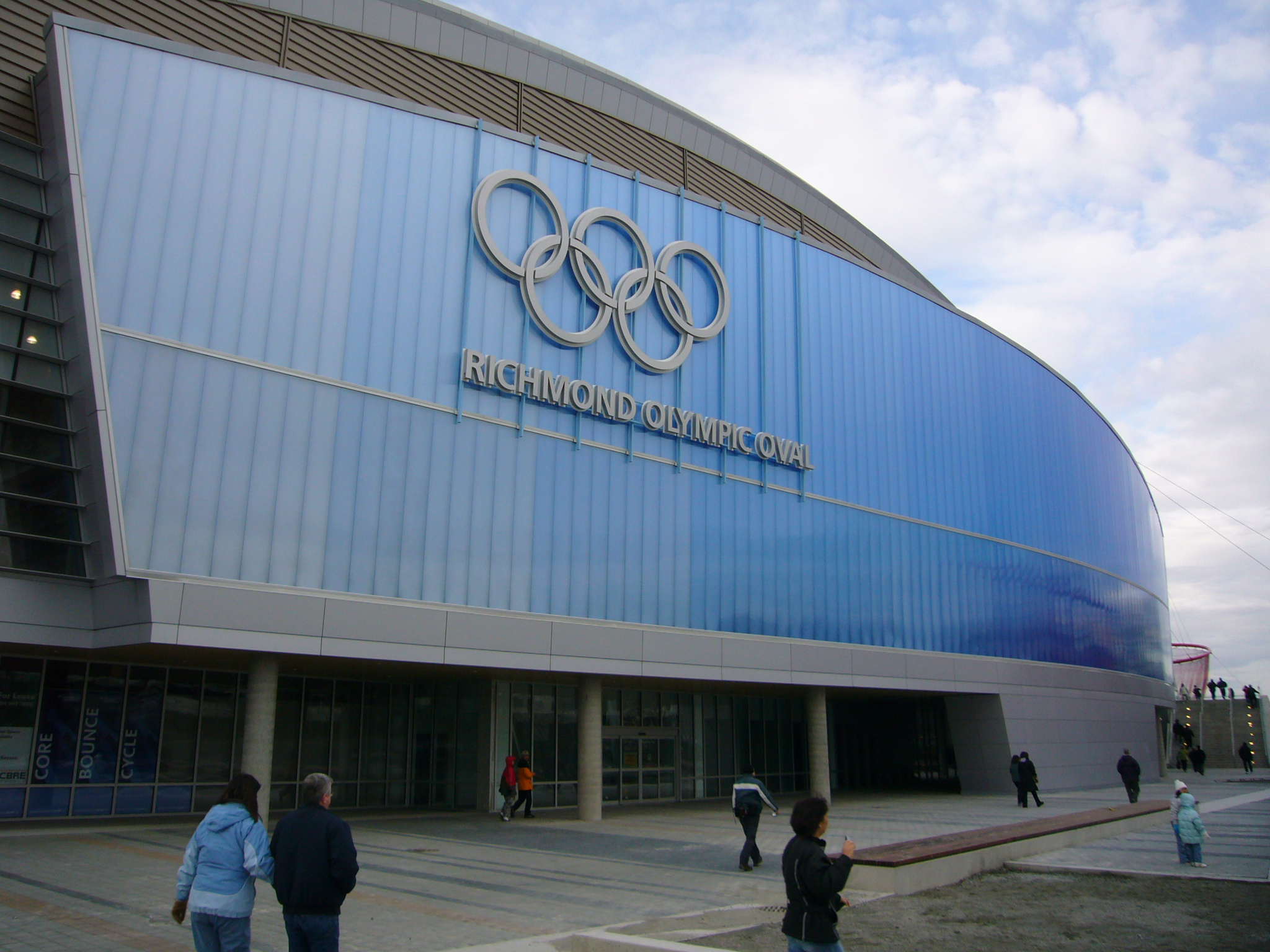
Entrée de l'anneau olympique.

Les premiers projets pour la construction d'un anneau de patinage de vitesse sont apparus en 1998 lors des préparations d'une candidature des villes de Vancouver et de Whistler pour les Jeux olympiques d'hiver de 2010. En 2002, un premier budget de 110 millions de dollars, financé par le gouvernement du Canada et les provinces, est prévu. 40 % de la somme sera utilisée pour couvrir les coûts d'exploitation.
Le dossier de candidature indiquait que la piste de patinage de vitesse se situerait près des locaux de l'Université Simon Fraser à Burnaby. Les installations seraient donc associées à l'université comme nouveau lieu d'activité sportive, comme cela a été le cas pour l'UBC Winter Sports Centre de Vancouver. Le budget de 63,7 millions de dollars est prévu pour la construction de l’arène olympique de 20 000 m2 qui devra posséder tous les équipements pour le patinage de vitesse. Les coûts d'exploitation après les Jeux d'hiver pour l'anneau de patinage de vitesse, le Centre des sports de glisse de Whistler et le Parc olympique de Whistler sont couverts jusqu'à 71 millions de dollars. Au départ, un plan avec la conversion de l'anneau en salle omnisports sans piste de patinage était prévu, mais le projet a été abandonné. 
Deux mois après l'attribution des Jeux olympiques d'hiver de 2010 à Vancouver, la responsabilité pour planifier les Jeux a été transférée au Comité d'organisation des Jeux olympiques et paralympiques d'hiver de 2010 à Vancouver. De nouveaux examens des plans des différents sites ont eu lieu. Les coûts pour l'anneau ont augmenté une première fois, avant de connaître une seconde augmentation à cause d'une pénurie de travailleurs et des conditions géologiques difficiles sur le site proposé.
Une autre modification a été les dimensions nécessaires pour la construction de l'anneau qui passèrent de 20 000 m2 à 33 000 m2. L'augmentation des coûts a aussi causé des problèmes à l'Université Simon Fraser qui ne pouvait pas gérer un budget de plus de 78,6 millions de dollars. Le Comité d’organisation a étudié une seconde possibilité qui était de déplacer l'anneau sur la localité de Richmond. La ville pouvait envisager un budget plus important allant jusqu'à 155 millions de dollars. Le site de Richmond, plus approprié pour les transports, a donc été choisi le 17 août 2004 pour accueillir l'installation. 
La construction de l'anneau a été plutôt centrée sur son utilisation post-olympique. Le financement du stade a été partagé entre la ville de Richmond et le Comité d’organisation des Jeux. L'architecte principal a été Bob Johnston, qui travaille pour Cannon Design. Il a participé auparavant à la construction de l'Olympic Oval de Calgary et de l'Utah Olympic Oval de Salt Lake City. Le coût de base a été estimé à 206 millions de dollars, mais la suppression de fonctionnalités a abaissé finalement les coûts à 178 millions de dollars.
L'anneau de Richmond a ouvert le 12 décembre 2008. Il a été le dernier site olympique à ouvrir ses portes avant le début des Jeux olympiques de 2010.
Après les Jeux olympiques de 2010, la salle a été transformée en parc multi-sports en avril 2010. La transformation a coûté 300 000$.

## Équipements

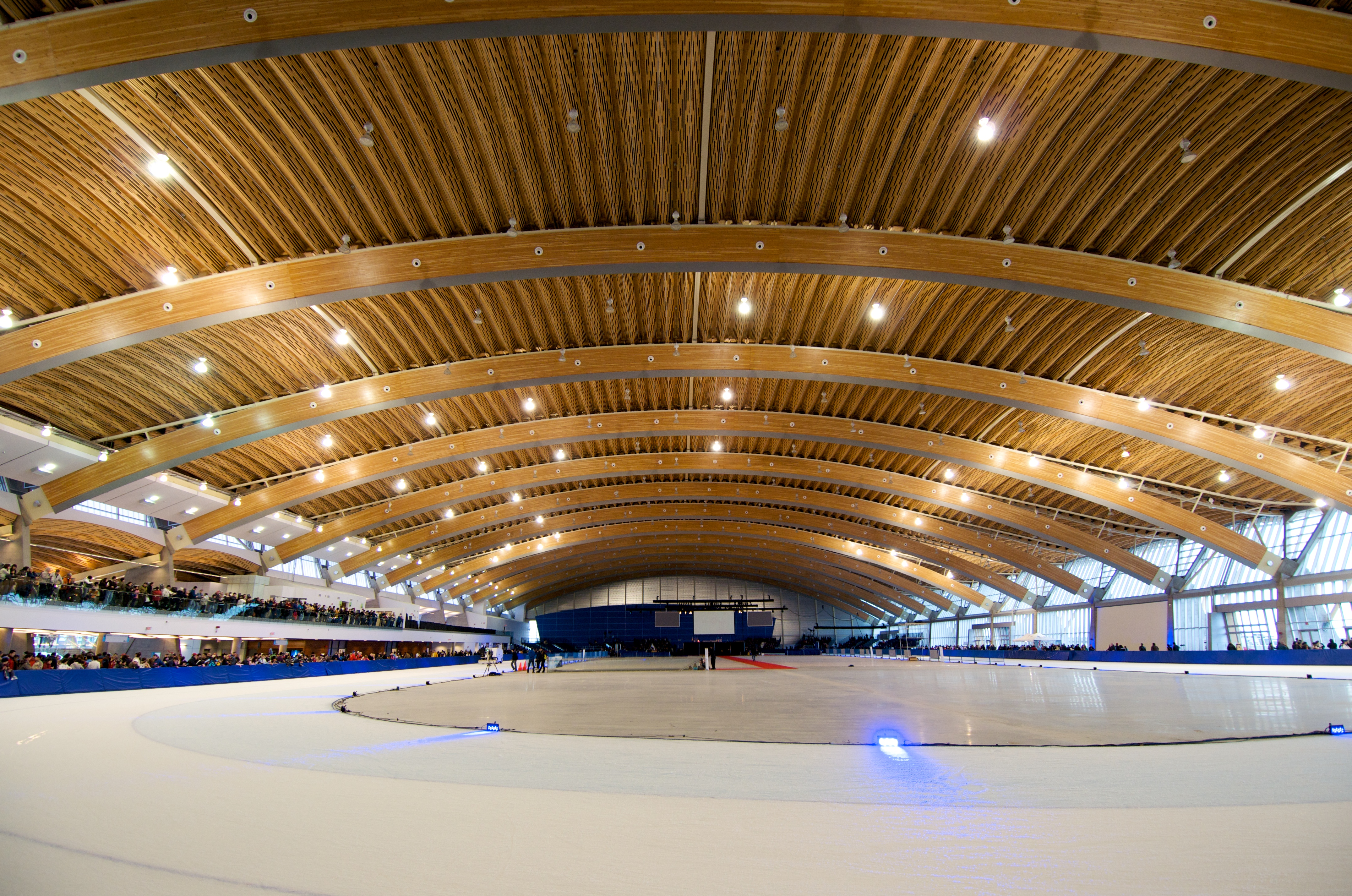
Vue intérieur de l'anneau olympique.

L'installation est située au sud de la ville de Vancouver, sur la rive sud du fleuve Fraser. Le bâtiment mesure 33 600 m2. La principale inspiration pour la conception a été le héron, le symbole de la ville de Richmond. Le toit, qui est maintenu par quinze poutres de bois, a été conçu pour ressembler aux ailes du héron,. Le bâtiment a reçu le label de Leadership in Energy and Environmental Design pour sa haute qualité environnementale.
La configuration olympique de l'anneau a été mis en place en avril 2010. Elle se composait d'une piste de patinage de vitesse de 400 mètres. La capacité est de 8 000 spectateurs. Par ailleurs, l'arène était aussi composée de 200 places de commentateurs et de 200 places pour la presse. Quatre tableaux d'affichage et quatre écrans géants se trouvaient dans l'anneau. Un laboratoire antidopage se situait également dans le stade.
Après les Jeux d'hiver, le lieu a été reconfiguré. Le bâtiment possède désormais un centre de remise en forme au niveau supérieur. L'étage principal se compose de trois zones d'activité : la première possède deux patinoires de hockey sur glace aux dimensions internationales, la seconde contient la piste de patinage de vitesse et dix terrains de basket-ball et la dernière se compose d'un mur d'escalade et peut être configurée pour posséder jusqu'à dix-huit terrains de badminton, treize terrains de volley-ball, trois terrains de showbol ou seize tables de tennis de table. Un centre d'entraînement pour l'aviron a aussi été installé.

## Événements
Plusieurs événements ont eu lieu dans l'anneau de Richmond avant le début des Jeux olympiques de 2010. Plusieurs compétitions canadiennes de patinage de vitesse se sont déroulées entre 2008 et 2009. le championnat du monde de patinage de vitesse de 2009 (en) s'est tenu dans l'arène du 12 au 15 mars 2009.
De nombreuses délégations sont venues s'entraîner sur l'anneau en vue d'essais internationaux en octobre 2009 et en février 2010. Durant les Jeux olympiques de 2010, qui se sont déroulés du 12 au 28 février, douze épreuves se sont déroulées dans l'anneau.
Après les Jeux d'hiver, le stade a accueilli plusieurs événements comme, par exemple, les Championnats du monde de rugby-fauteuil.